# Pesto (sang)
"Pesto" er en dansk hiphopsang fra 2018, skrevet og fremført af Anders Matthesen. Sangen er produceret af Kewan Pádre.

## Præstation
Sangen nåede på under en måned at få over halvanden million afspilninger på Spotify. På den danske singlehitliste opnåede sangen også en placering som nummer ti.

## Hitlister
| Hitliste (2019)        | Højeste placering |
| ---------------------- | ----------------- |
| Danmark (Track Top-40) | 10                |